# Sposalizio mistico di santa Caterina d'Alessandria alla presenza di san Carlo Borromeo
Lo Sposalizio mistico di santa Caterina d'Alessandria alla presenza di san Carlo Borromeo è un dipinto olio su tavola di Giovanni Francesco Barbieri, detto Guercino, databile al 1611-1612. La tela, di proprietà della Fondazione Cassa di Risparmio di Cento, è esposta presso la Civica Pinacoteca il Guercino di Cento.

## Storia
Questo dipinto del giovane Guercino fu scoperto da Francesco Arcangeli presso un collezionista bolognese, che a sua volta l'aveva acquistato da una famiglia ferrarese, che lo segnalò al Comitato per Bologna Storica e Artistica. Denis Mahon lo attribuì al Guercino datandolo 1614-1615 e lo espose nella mostra tenutasi all'Archiginnasio di Bologna nell'autunno 1968. Tutti gli studiosi furono concordi per lungo tempo su questa datazione, finché lo storico Nicholas Tuner non scopri due frammenti della pala di Ognissanti voluta da don Biagio Bagni per la chiesa dello Spirito Santo di Cento nel 1613. A causa del terremoto del 2001, la chiesa e la tela andarono distrutte. I frammenti ritrovati indussero gli studiosi ad anticipare il gruppo dei dipinti giovanili al 1611-1612. Il 14 settembre 1982 l'opera fu acquistata a Firenza ad un'asta di Sotheby's (lotto 422) dalla Fondazione Cassa di Risparmio di Cento.

## Descrizione e stile
Mahon ha scritto che "questo incantevole quadro, un piccolo capolavoro dello stile giovanile del Guercino, è un esempio di come sia concepita una scena di sapore intimo e domestico, simile a certi dipinti giovanili di Ludovico Carracci." Per l'esecuzione del dipinto, Guercino optò per una tavola di pioppo, scelta abbastanza inconsueta per un pittore moderno. La scena presenta la Madonna in diagonale da sinistra verso destra, appoggiato ad un tronco, sul quale è stato appoggiato un drappo. A causa della disposizione della Madonna, fa risaltare la figura del Bambino che è perfettamente verticale. Il Bambino, con l'anello nella manina destra, rivolge lo sguardo verso san Carlo, genuflesso e con le braccia incrociate sul petto, quasi a chiederne l'approvazione e sembra ignorare la futura sposa. Santa Caterina, inginocchiata a terra, e con la mano protesa, indossa una veste bianca con le maniche azzurre e un manto dorato, sembra attendere la decisione del Bambin Gesù. Una corona in testa e la ruota a terra ricordano la sua le sue origini regali e il suo martirio. Quasi un terzo della tela è occupata da un paesaggio notturno, rischiarato dalla luce della luna, sul cui sfondo si vedono mura e torri, fra le quali si scorge quella che sembra la Rocca di Cento.
Non è ancora la gran macchia guercinesca ma "la rara contrapposizione di ben concertati colori espressi con forza e gran rilievo", ne fa presentire l'imminenza. Il pittore omise l'imprimitura del legno, per cui il dipinto lascia intravedere le venature del legno, ma permette anche dei "preziosismi pittorici straordinari grazie alla trasparenza e alla duttilità del colore." La luce guizza liberamente fra le superfici. "Le ombre tenui, la dolcezza degli incarnati, il lume chiaro che si diffonde nell'aria quasi sospesa", sembrano richiamare atmosfere neoveneziane, ma il Guercino non è ancora andato a Venezia (ci andrà nel 1618) e questo ha indotto Carlo Volpe a parlare di venezianismo di seconda mano, derivato dai pittori ferraresi, che che dopo la devoluzione di Ferrara del 1598, si erano sparpagliati per il territorio. Sicuramente quelli che influirono maggiormente sullo stile del Guercino furono Ippolito Scarsella (detto Scarsellino) e Carlo Bononi.